# Монтобан
Монтоба́н (фр. Montauban, окс. Montalban) — главный город французского департамента Тарн и Гаронна, расположенный у слияния рек Тарн и  Тек, в 50 км к северу от Тулузы.

## История
Монтобан основан в 1144 году графом Альфонсом Иорданом Тулузским и получил своё название от близлежащей «белой горы» (лат. Mons Albanus). 
Значение хорошо укреплённого Монтобана выросло во время Религиозных войн XVI века, когда он сделался главным оплотом гугенотов на юго-востоке Франции. По Сен-Жерменскому миру 1570 года, заключённому адмиралом Колиньи с королём Карлом IX, в гугенотские руки переходили четыре крепости: Ла-Рошель, Коньяк, Ла-Шарите-сюр-Луар, (La Charité-sur-Loire) и Монтобан. 
В августе-ноябре 1621 года Монтобан без особого успеха осаждала армия короля Людовика XIII, «перешагнувшего» через Нантский эдикт своего отца. Однако в 1629 году Монтобан был захвачен всесильным временщиком Ришельё — более прагматиком, чем фанатиком католицизма.

## Достопримечательности
Среди достопримечательностей города — средневековый мост через Тарн (нач. XIV в.), собор Вознесения Девы Марии (la cathédrale Notre-Dame-de-l'Assomption de Montauban) с известной картиной живописца Жана Огюста Доминика Энгра, уроженца Монтобана, «Обет Людовика XIII», и епископский дворец XVII века, превращённый в Музей Энгра-Бурделя.

## Персоналии
- Родился Жан Огюст Доминик Энгр  (1780—1867) — французский художник, живописец и график.
- В 1621 году  при осаде Монтобана был убит один из лидеров гугенотов Даниэль Шамье.
- В 1940 году в Монтобане скончался экс-президент Испании Мануэль Асанья.
- В 1959 году в Монтобане скончался князь Вячеслав Вячеславович Тенишев, один из лидеров Союза 17 октября.

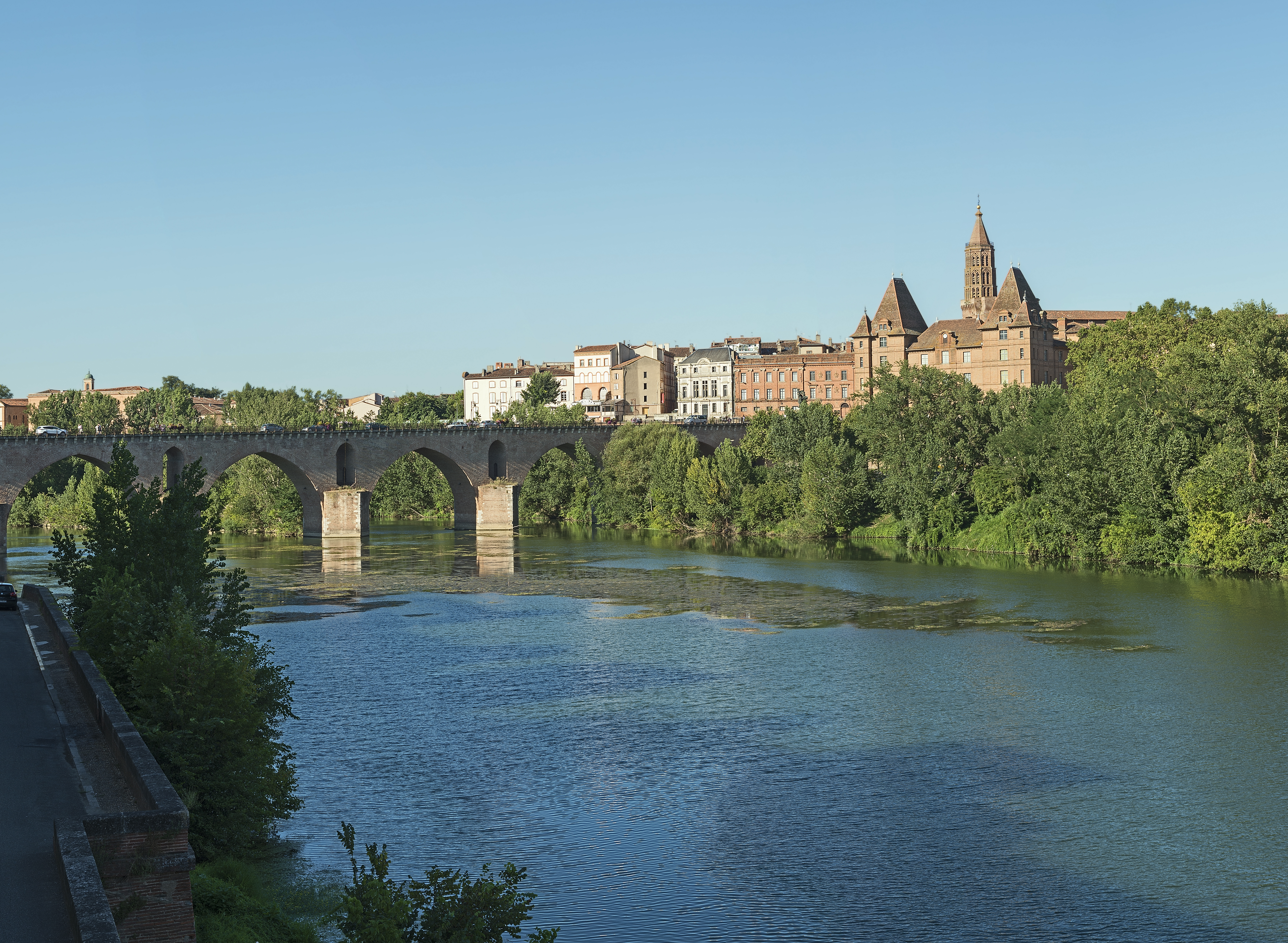
Старый мост в Монтобане
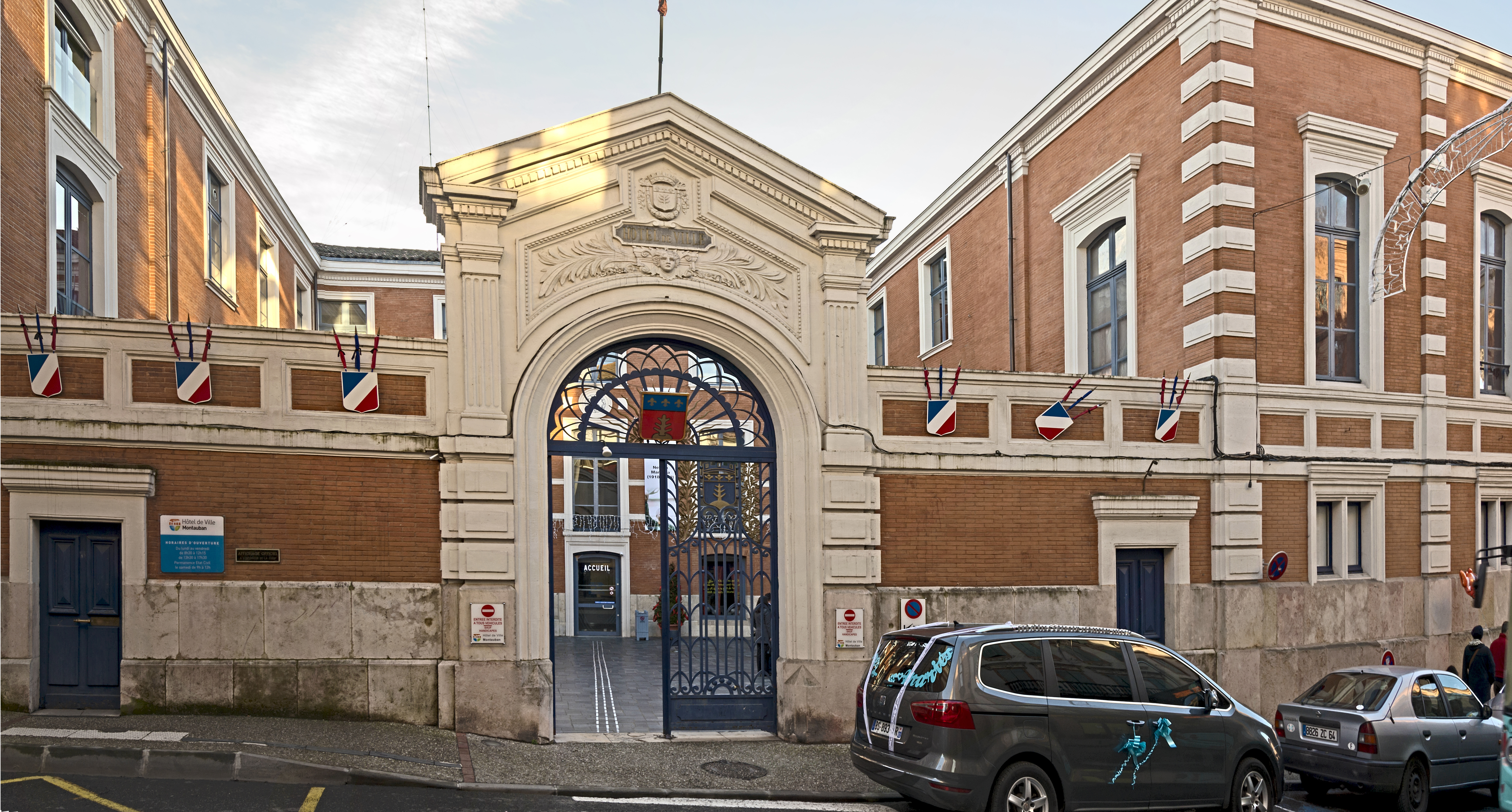
Мэрия Монтобана
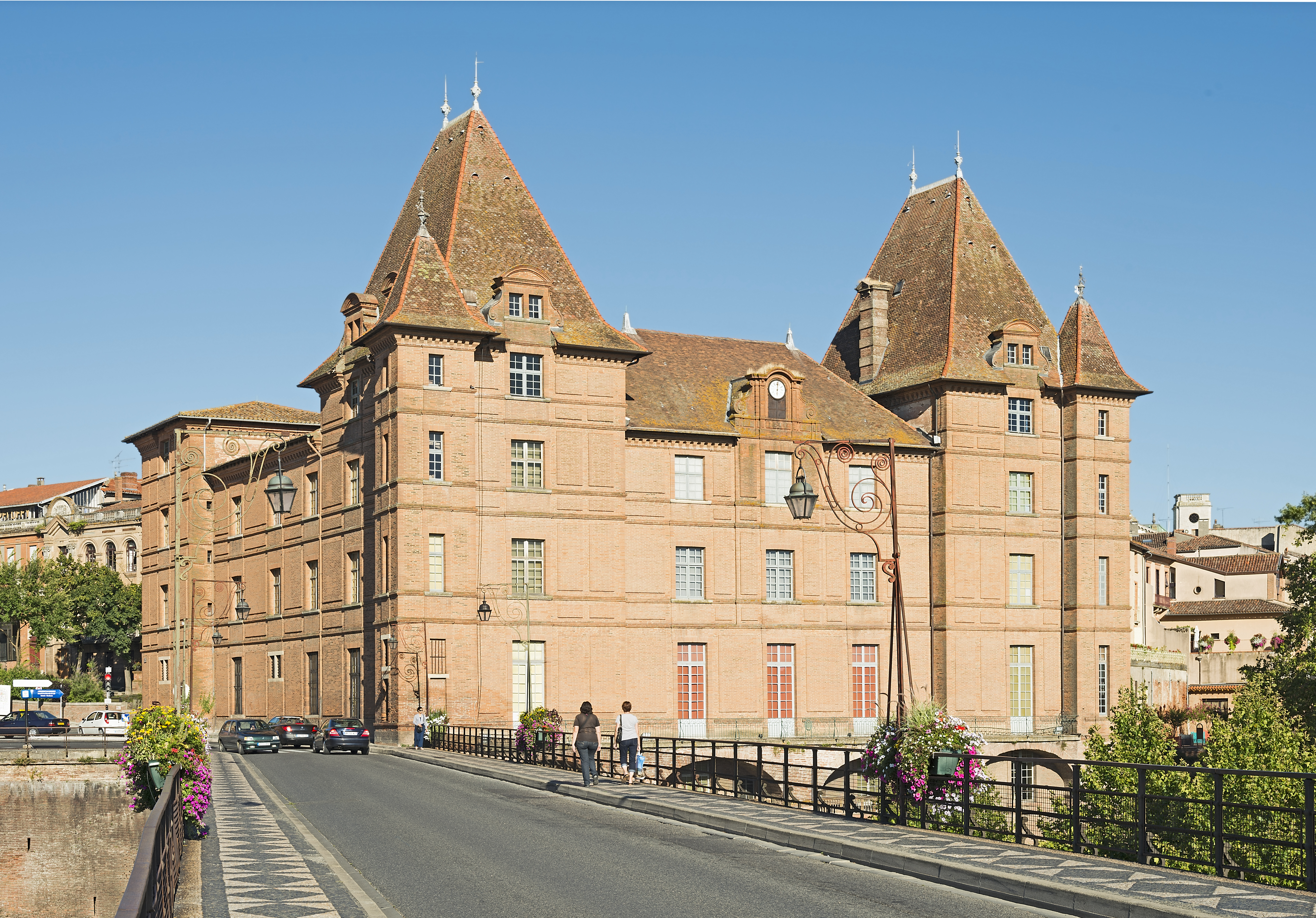
Музей Энгра
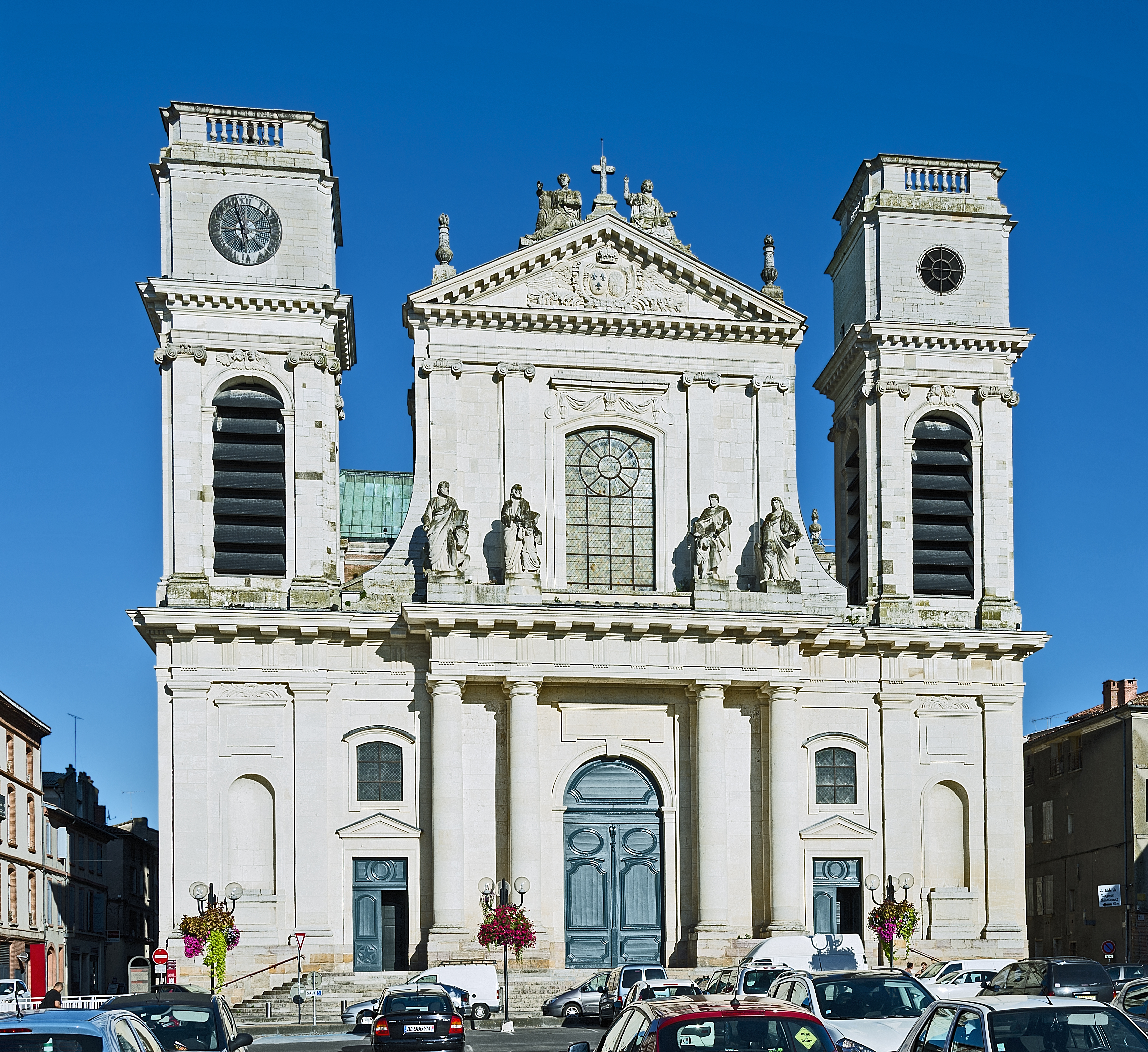
Собор Успения Пресвятой Богородицы

## Города-побратимы
Монтобан имеет отношения со следующими городами-побратимами:
- Алькала-де-Энарес, Испания (2021)[6]
- Йокнеам-Илит, Израиль
- Козарац, Босния и Герцеговина
- Похаска, США
- Прокупле, Сербия
- Хемиссет, Марокко